# Вања Николић
Вања Николић (Нови Сад, 30. април 1983) српски је драматург и писац.

## Биографија
Завршила је студије Компаративне књижевности на Филозофском факултету у Новом Саду и студије драматургије на Академији уметности у Новом Саду.
Чланица је уредништва регионалног часописа БЦЦ и сарадник часописа Сцена.
Тренутно ради као драматург, копирајтер и писац.

## Дела
Позориште
- Дом Бернарде Албе (Народно позориште у Београду)[2]
- Игра (Позориште Бора Станковић)[2]
- Ивица и Марица[3]
- Пругасти мачак и госпојица Ласта[3]
- Бити[3]
- Три лица огледала[3]
- Гозба[3]
- Connection
- Словенско гледалиште Глеј[3]
- Свемирска успаванка[3]
- Национална класа, драматург, ДАДОВ[4]
- Зое, 2011.

Књиге
- Јебе ми се![5][6]
- Плашим се![5]